# Plaster (musique)
Pour les articles homonymes, voir Plaster.
Plaster est un groupe de jazz électronique montréalais ayant pris naissance en 2001. Le groupe est actuellement composé de 3 membres : Alex McMahon (claviers), Jean-Phi Goncalves (batterie) et François Plante (guitare basse).
Leur album First Aid Kit remporta le 23 octobre 2006 le prix de l'ADISQ du meilleur album de musique électronique ou techno québécois.

## Discographie
- First Aid Kit (2005)
- Let It All Out (2012)